# Волков, Александр Митрофанович
Алекса́ндр Митрофа́нович Во́лков (5 декабря 1910, Козлов — 7 ноября 1988, Свердловск) — советский спортивный функционер, преподаватель и тренер по боксу. Ключевая фигура в развитии боксёрской культуры Свердловской области, организатор секций бокса в свердловских спортивных обществах «Строитель Востока», «Металлург Востока», «Наука», «Буревестник», основатель и тренер секции бокса при УПИ, заслуженный тренер РСФСР. Судья всесоюзной категории. Участник Великой Отечественной войны.

## Биография
Родился 5 декабря 1910 года в городе Козлове Тамбовской губернии. С юных лет занимался спортом и вёл здоровый образ жизни, в 1932 году прошёл программу физкультурной подготовки «Готов к труду и обороне» и по решению президиума всесоюзного совета физической культуры при ЦИК СССР награждён соответствующим значком.
В 1935 году успешно окончил Государственный центральный институт физической культуры в Москве, после чего по распределению был направлен в город Свердловск, в частности с 1938 года занимал должность заведующего учебно-спортивным отделом Центрального совета добровольного спортивного общества «Строитель Востока». В 1940 году работал инструктором-методистом физической культуры Центрального комитета Союза горно-металлургической промышленности, а затем являлся заведующим учебно-спортивным отделом Центрального совета добровольного спортивного общества «Металлург Востока». При этом, будучи большим любителем бокса, во всех этих организациях основывал боксёрские секции и сам же работал в них в качестве тренера.
Незадолго до начала Великой Отечественной войны был призван проходить срочную службу в Красной армии, буквально с первых дней войны постоянно находился на фронте — состоял в 3-й гвардейской стрелковой дивизии, занимал должность начальника связи. Участвовал в Сталинградской битве, обороне Ленинграда и многих других боевых операциях. В 1943 году в результате тяжёлого ранения демобилизовался.
Вернувшись в Свердловск, трудоустроился на должность председателя Свердловского городского комитета по физической культуре и спорту, а после окончания войны был избран председателем Свердловского областного совета добровольного спортивного общества «Наука», где так же организовал боксёрскую секцию. В октябре 1949 года назначен старшим преподавателем на кафедре физического воспитания Уральского политехнического института имени С. М. Кирова, в стенах этого учебного заведения продолжал активную тренерскую деятельность. В 1970 году стал доцентом кафедры физвоспитания, а в 1973 году вышел на пенсию.
За долгие годы тренерской работы Александр Волков подготовил множество спортсменов-разрядников, 19 мастеров спорта СССР. Среди его воспитанников боксёры А. Казанцев, В. Запорожский, А. Максунов, Ф. Римшев, Р. Садыков, В. Мащенко. В секции политехнического института тренировал будущего мастера спорта международного класса Олега Коротаева, который впоследствии становился призёром чемпионатов Европы и мира. За весомый вклад в подготовку свердловских боксёров в 1968 году удостоен почётного звания «Заслуженный тренер РСФСР». Помимо этого, регулярно участвовал в боксёрских турнирах в качестве судьи, имел статус судьи всесоюзной категории.
Отмечен множеством регалий и наград, награждён орденом Отечественной войны II степени (06.04.1985), медалями «За оборону Сталинграда», «За оборону Ленинграда», «За победу над Германией в Великой Отечественной войне 1941—1945 гг.», «За доблестный труд в Великой Отечественной войне 1941—1945 гг.», «Ветеран труда». Имеет среди наград восемь юбилейных медалей, в том числе дважды награждён юбилейной медалью «За активную работу» Центрального совета добровольного спортивного общества «Буревестник». Обладатель нагрудного знака «Отличник физической культуры и спорта». Пожизненный почётный председатель Федерации бокса Свердловской области. Ветеран спорта РСФСР.
Умер 7 ноября 1988 года в Свердловске. Похоронен на Восточном кладбище.